# Taki Taki
Taki Taki – drugi singel francuskiego producenta muzycznego DJ-a Snake’a z jego drugiego albumu studyjnego, zatytułowanego Carte Blache. Piosenka powstała przy gościnnym udziale amerykańskiej piosenkarki Seleny Gomez, portorykańskiego piosenkarza Ozuny i amerykańskiej raperki Cardi B. Singel został wydany 28 września 2018. Twórcami tekstu utworu są William Grigahcine, Belcalis Almanzar, Jordan Thorpe, Selena Gomez, Ava Brignol, Juan Carlos Ozuna, Vicente Saavedra i Juan Vasquez, natomiast jego produkcją zajął się DJ Snake.
„Taki Taki” jest utrzymany w stylu muzyki moombahton i reggaeton. Utwór był notowany na 2. miejscu na liście najlepiej sprzedających się singli we Francji oraz 11. pozycji listy najlepiej sprzedających się singli w Stanach Zjednoczonych.

## Teledysk
5 października 2018, DJ Snake na swoich kontach społecznościowych wydał teaser promujący teledysk. Klip do singla został opublikowany 9 października, a reżyserem jest Colin Tilley. Teledysk utrzymany jest w stylistyce fantastyki postapokaliptycznej.

## Lista utworów
- Digital download[4]

1. „Taki Taki” (featuring Selena Gomez, Ozuna & Cardi B) – 3:32

- CD single[5]

1. „Taki Taki” (featuring Selena Gomez, Ozuna & Cardi B) – 3:32
2. „Magenta Riddim” – 3:14

## Notowania i certyfikaty
| Lista (2018–19)                        | Najwyższa pozycja |
| -------------------------------------- | ----------------- |
| Australia (Top 50 Singles)             | 24                |
| Austria (Ö3 Austria Top 40)            | 13                |
| Belgia (Ultratop 50 Singles, Flandria) | 15                |
| Belgia (Ultratop 50 Singles, Walonia)  | 7                 |
| Czechy (Singles Digitál – Top 100)     | 8                 |
| Dania (Track Top-40)                   | 8                 |
| Finlandia (Top 20 Singles)             | 11                |
| Francja (Top 200 Singles)              | 2                 |
| Hiszpania (Top 100 Singles)            | 1                 |
| Holandia (Single Top 100)              | 3                 |
| Irlandia (Top 100 Singles)             | 16                |
| Japonia (Japan Hot 100)                | 97                |
| Kanada (Billboard Canadian Hot 100)    | 7                 |
| Niemcy (Top 100 Singles)               | 8                 |
| Norwegia (Top 40 Singles)              | 15                |
| Nowa Zelandia (Top 40 Singles)         | 12                |
| Portugalia (Top 100 Singles)           | 1                 |
| Słowacja (Rádio – Top 100)             | 49                |
| Słowacja (Singles Digitál – Top 100)   | 5                 |
| Stany Zjednoczone (Hot 100)            | 11                |
| Szwajcaria (Singles Top 100)           | 3                 |
| Szwecja (Top 100 Singles)              | 10                |
| Węgry (Single (track) Top 40 lista)    | 7                 |
| Wielka Brytania (Singles Top 200)      | 15                |
| Włochy (Top 100 Singles)               | 2                 |

| Lista (2018)                                   | Pozycja |
| ---------------------------------------------- | ------- |
| Francja (Top 200 Singles)                      | 69      |
| Hiszpania (Top 100 Singles)                    | 51      |
| Holandia (Single Top 100)                      | 51      |
| Portugalia (Top 100 Singles)                   | 34      |
| Stany Zjednoczone (Hot Dance/Electronic Songs) | 11      |
| Stany Zjednoczone (Hot Latin Songs)            | 15      |
| Szwajcaria (Singles Top 100)                   | 59      |
| Włochy (Top 100 Singles)                       | 79      |
| Lista (2019)                                   | Pozycja |
| Francja (Top 200 Singles)                      | 45      |
| Kanada (Billboard Canadian Hot 100)            | 38      |
| Niemcy (Top 100 Singles)                       | 84      |
| Portugalia (Top 100 Singles)                   | 68      |
| Stany Zjednoczone (Hot 100)                    | 57      |
| Szwajcaria (Singles Top 100)                   | 51      |
| Włochy (Top 100 Singles)                       | 82      |

## Certyfikaty
| Kraj                     | Certyfikat         |
| ------------------------ | ------------------ |
| Australia (ARIA)         | platynowa płyta    |
| Austria (IFPI Austria)   | złota płyta        |
| Belgia (BEA)             | platynowa płyta    |
| Dania (IFPI Dania)       | złota płyta        |
| Francja (SNEP)           | diamentowa płyta   |
| Hiszpania (PROMUSICAE)   | 3× platynowa płyta |
| Kanada (Music Canada)    | 3× platynowa płyta |
| Meksyk (AMPROFON)        | platynowa płyta    |
| Niemcy (BVMI)            | złota płyta        |
| Nowa Zelandia (RMNZ)     | złota płyta        |
| Polska (ZPAV)            | 3× platynowa płyta |
| Portugalia (AFP)         | 2× platynowa płyta |
| Stany Zjednoczone (RIAA) | 4× platynowa płyta |
| Wielka Brytania (BPI)    | złota płyta        |
| Włochy (FIMI)            | 2× platynowa płyta |

## Historia wydania
| Region            | Data                 | Format                      | Wytwórnia  | Źródło |
| ----------------- | -------------------- | --------------------------- | ---------- | ------ |
| Świat             | 28 września 2018     | Digital download, streaming | Geffen     | [ 4 ]  |
| Włochy            | 12 października 2018 | Contemporary hit radio      | Universal  | [ 61 ] |
| Wielka Brytania   | 19 października 2018 | Contemporary hit radio      | Universal  | [ 62 ] |
| Stany Zjednoczone | 6 listopada 2018     | Contemporary hit radio      | Interscope | [ 63 ] |
| Niemcy            | 30 listopada 2018    | Singel CD                   | Geffen     | [ 5 ]  |